# Reynard Motorsport

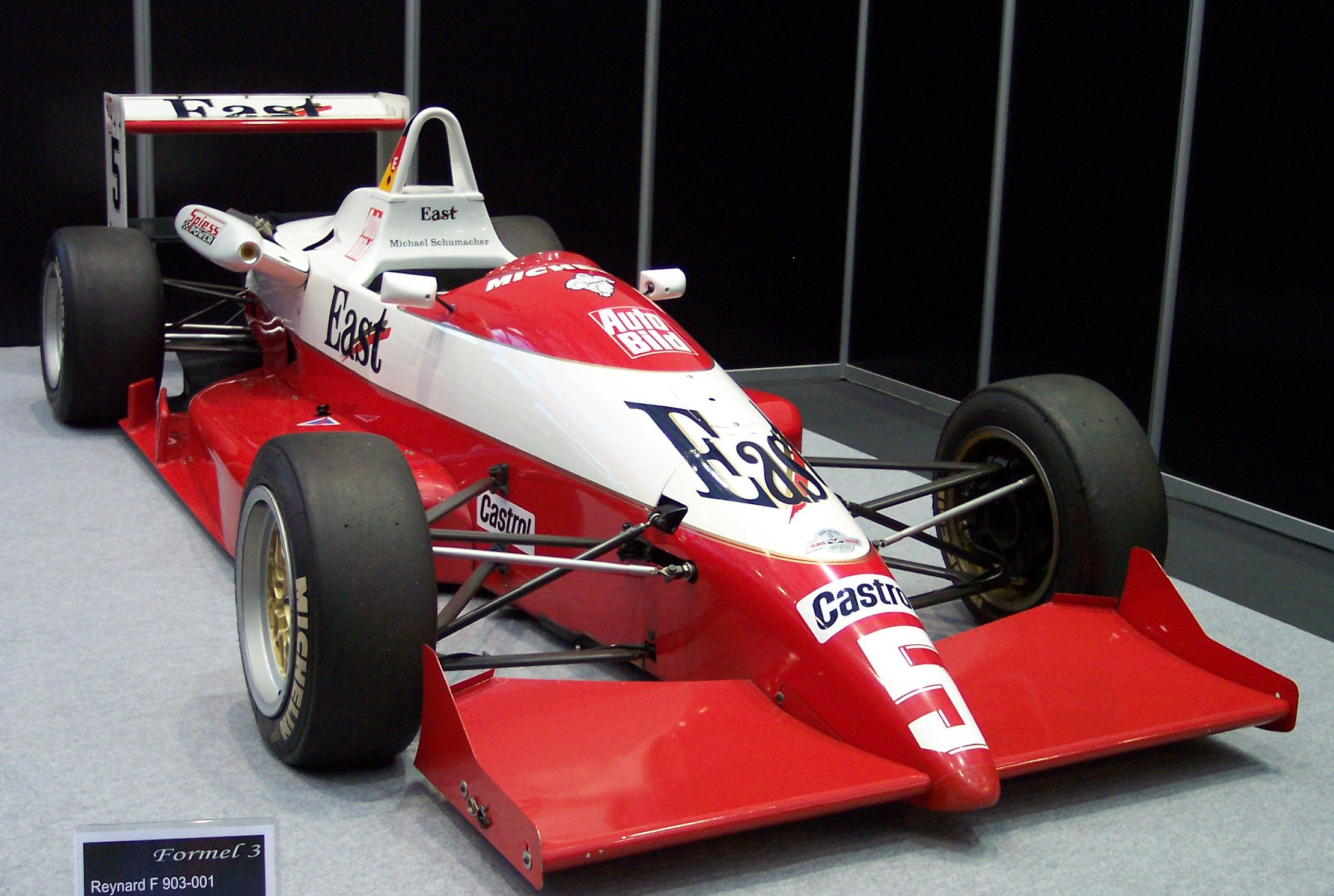
La Reynard F 903-001 de Formule 3 (1990 Michael Schumacher)

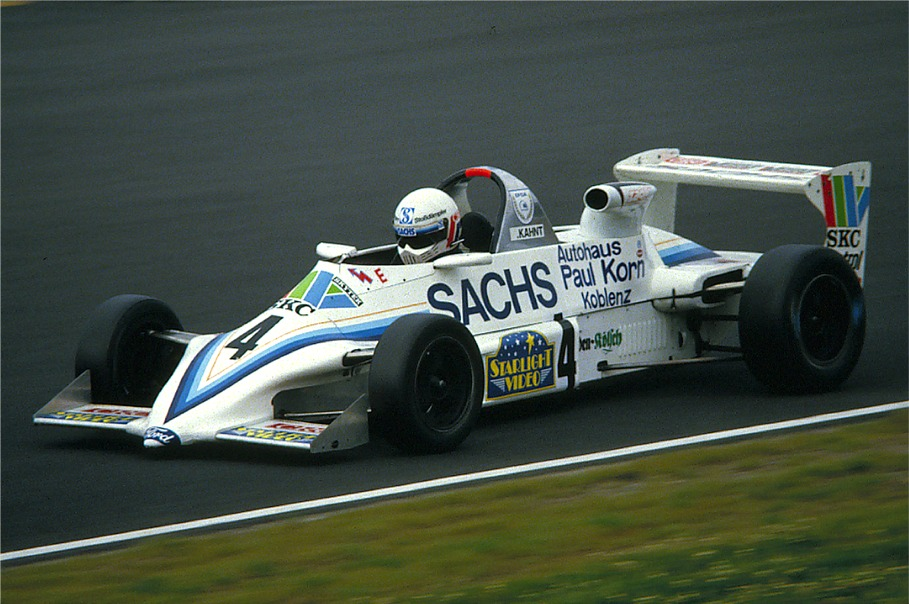
Une Reynard Formule Ford 2000 de 1985

Reynard Motorsport était une société britannique spécialisée dans la conception et la construction de voitures de course. Fondée en 1973 (alors appelé Sabre, l'appellation Reynard apparaitra en 1977) par Adrian Reynard, l'entreprise a fait faillite en 2001. 
Connue comme « la marque dont les voitures s'imposent dès leur première course », Reynard a brillé en Formule Ford, Formule 3, Formule 3000, Formula Nippon et CART. Reynard a également été associé à la conception de la première Formule 1 de l'écurie BAR en 1999.